# François-Auguste Gevaert
Pour les articles homonymes, voir Gevaert.
Le baron François-Auguste Gevaert est un compositeur et théoricien de la musique belge, né le 31 juillet 1828 à Huysse (Kruisem), près d'Audenarde, et mort le 24 décembre 1908 à Bruxelles.

## Biographie
François-Auguste Gevaert, né le 31 juillet 1828 à Huysse (section de Kruisem), est le fils de Constantin Gevaert, boulanger, et de Pétronille Devlieger. Le 22 janvier 1859, François-Auguste Gevaert épouse à Gand, Elisa Maria Cockuyt qui lui donne deux fils et deux filles.
Son père le destinait à devenir comme lui boulanger. Très tôt, il manifeste des dons musicaux comme enfant de chœur, composant spontanément des motets et des messes.
Sur le conseil du médecin de son village, ses parents l'autorisent à étudier la musique. Il intègre en 1841 le conservatoire de Gand, où il suit les cours de Sommère et de Martin-Joseph Mengal. Il est alors nommé organiste de l’église jésuite.
Le succès de sa cantate België attire bientôt l’attention. En 1847, il remporte le premier prix de composition au Grand Prix de Rome belge avec sa cantate Le Roi Lear. Un voyage de deux ans lui est offert en récompense. Ce voyage est retardé à 1849, le temps de produire son premier opéra. Après un court séjour à Paris, il se rend successivement en Espagne, en Allemagne, en Autriche et en Italie. 
En 1853, il s'établit à Paris où plusieurs de ses compositions sont produites. En 1867, il succède à Ludovic Halévy au poste de « maître de chœur » de l’Académie de musique de Paris. 
À la suite du déclenchement de la Guerre franco-allemande de 1870, il rentre en Belgique. En 1871, il est nommé à la direction du Conservatoire royal de Bruxelles. Il est également maître de chapelle de Léopold II, roi des Belges.
Bien qu’il ait réussi à devenir un compositeur accompli, il a plus de succès en tant que professeur, historien, auteur et conférencier sur la musique. Il a notamment eu pour élève le baryton Maurice Renaud.
Ses nombreux travaux incluent le célèbre Nouveau traité d'instrumentation, un cours d'orchestration, un traité d'harmonie et un Vademecum pour les organistes.
Ses compositions comptent entre autres une douzaine d’opéras environ (Quentin Durward, Le Capitaine Henriot, etc.), des cantates, des chansons.
Cependant, sa principale œuvre est son apport à l’enseignement de la musique. Il était membre de l'Académie royale de Belgique depuis 1872, de l'Institut de France et de l'Académie royale de Berlin.
Il décède le 24 décembre 1908 à Bruxelles d'une pneumonie. Ses funérailles ont lieu à l'église Notre-Dame du Sablon de Bruxelles et il est inhumé au cimetière de Bruxelles à Evere.

## Distinctions
En 1905, François-Auguste Gevaert est créé baron par le roi Léopold II.
Il a notamment reçu les distinctions suivantes :
- Grand officier de l'ordre de Léopold (Belgique) ;
- Grand-croix de l'ordre de Léopold II (Belgique) ;
- Commandeur de la Légion d'honneur (France)[3] ;
- Commandeur de l'ordre de Guillaume (Prusse) « pour le mérite » ;
- Commandeur de l'ordre des Saints-Maurice-et-Lazare (Italie).

## Enregistrements
- Christmas Mass "Puer Natus est nobis". Christmas Choral Music. Ensemble vocal Le Petit Sablon. Thibaut Lenaerts, direction. Belgique: Fuga Libera, 2008. 1 CD.

## Œuvres

### Monographies
- Méthode pour l'enseignement du plain-chant et la manière de l'accompagner, suivie de nombreux exemples, Gevaert, Gand et Liège 1856, 86 p. fac-similé
- Histoire et théorie de la musique de l'antiquité, Gand, impr. de C. Annoot-Braeckman, 1875-1881 (BNF 30502851, lire en ligne)
- Traité général d'instrumentation : Exposé méthodique des principes de cet art dans leur application à l'orchestre à la musique d'harmonie et de fanfares, etc., Gand, Gevaert, 1863 (BNF 43012828, lire en ligne)
- Nouveau traité d'instrumentation, Paris, Bruxelles, Lemoine et fils, octobre 1885 (BNF 30502851, lire en ligne)
- La mélopée antique dans le chant de l'Église latine, Gand, A. Hoste, 1895 (BNF 30502852, lire en ligne)
- 25 leçons de solfège à changements de clefs : données depuis 1871 aux concours du Conservatoire royal de Bruxelles, Paris, Bruxelles, Lemoine et fils, 1887 (BNF 43012820, lire en ligne)

### Pièces musicales
Religieuses
- Te Deum (1843)
- Requiem (1853)
- Grand-Messe de Noël « Puer natus est nobis » (1907)

Profanes
- Ouverture Flandre au lion (1848)
- Fantasia sobre motivos españoles (1850)
- Quatuor pour clarinette, cor, basson et piano
- Vers l'avenir (1905)

Opéras
- Georgette, ou le Moulin de Fontenoy (1853)
- Le Billet de Marguerite (au Théâtre lyrique de Paris en 1854)
- Les Lavandières de Santarem (1855)
- Quentin Durward (à l'Opéra-Comique à Paris en 1858)
- Le Diable au moulin (1859)
- Le Château Trompette (à l'Opéra-Comique à Paris en 1860)
- Le Capitaine Henriot (à l'Opéra-Comique à Paris en 1864)

Cantates profanes
- België (1847)
- Le Roi Lear (1847)
- Évocation patriotique (1856)
- De nationale verjaerdag (1857)
- Le Retour de l'armée (1859)
- Jacob van Artevelde (1864)